# Brachypimpla brachyura
Brachypimpla brachyura är en stekelart som beskrevs av Gabriel Strobl 1902. Brachypimpla brachyura ingår i släktet Brachypimpla och familjen brokparasitsteklar. Utöver nominatformen finns också underarten B. b. meridionalis.